# Meizu
Meizu Technology Co., Ltd. (Chino: 魅族科技有限公司; pinyin: Mèizú Kējì Yǒuxiàn Gōngsī) es una compañía de electrónica de China con sede en Zhuhai, provincia de Guangdong, China. Fundado en 2003, Meizu empezó como fabricante de reproductores de MP3 y más tarde de MP4. En 2008, Meizu movió su interés de reproductores Mp3 y MP4 a teléfonos inteligentes, con su primer teléfono que es el Meizu M8. Meizu es uno de los diez mejores fabricantes de teléfonos inteligentes en China con 8,9 millones de unidades vendidos en todo el mundo en la primera mitad de 2015.
El dispositivo más potente de Meizu es el Meizu 16th Plus, el cual cuenta con un acabado en aluminio y cristal, una pantalla de 6,5" FullHD+ con tecnología Super Amoled, procesador Snapdragon 845 Octacore 64 bits a 2,8 GHz, lector de huellas en pantalla y cámaras duales con resolución de 12 MP Sony IMX380 para la principal, y otra de 20 MP Sony IMX350 para la secundaria.

## Historia
Jack Wong (黄章) funda Meizu en el año 2003 tras abandonar Soken. En sus inicios la compañía asiática se especializa en el diseño y manufactura de reproductores MP3 de alta calidad. En 2006 se convierte en el referente chino de fabricantes de MP3 tras un aumento significativo de sus ventas (más de 10.000 millones de yuanes), en este momento lanza al mercado uno de los reproductores MP4 mejor valorados, el M6 Mini Player. Este dispositivo obtiene reconocimiento internacional debido a su comercialización fuera de China por parte de la compañía francesa Dane-Elec. El crecimiento inesperado de Meizu en China fuerza al resto de fabricantes a reducir los precios de sus productos para seguir compitiendo en el sector.
En 2006, MEIZU cambia el foco principal de la empresa para centrarse en la creación de teléfonos móviles, lo que se materializa en la salida al mercado del primer smartphone de la marca en febrero de 2009 tras 3 años de desarrollo, el Meizu M8. El reconocimiento y valoración positiva dentro del mercado de MP3 y MP4 genera gran expectación y deriva en amplias colas de fanes de Meizu esperando delante de las tiendas. Los usuarios y las publicaciones tecnológicas alaban desde el principio la calidad de sonido, el rendimiento y el atractivo precio del Meizu M8. El dispositivo se convierte en uno de los primeros que integran pantalla capacitiva de 3,4'' y resolución de 720x480 píxeles, además integra el SO Windows CE 6.0.
El éxito del Meizu M8 genera polémica por su asombroso parecido al diseño del primer iPhone, sin embargo Jack Wong demuestra a través del foro oficial de MEIZU que Apple presenta su dispositivo el 9 de enero de 2007, 4 días más tarde que MEIZU. Incluso especifica que el primer prototipo del Meizu M8 sale a la luz un año antes, en 2006.
En enero de 2011 se presenta el Meizu M9, el primer buque insignia de la compañía con SO Android. Con el lanzamiento de este segundo teléfono inteligente, MEIZU comienza a consolidarse en el mercado de telefonía móvil al incluir ambiciosas especificaciones que compiten al máximo nivel con las marcas más reconocidas, de hecho lleva integrado el mismo hardware que el Samsung Galaxy S.
Meizu abrió su primera oficina en Hong Kong en 2011. Después de ese año, también abrieron una oficina en Rusia.
El Meizu MX estuvo liberado en el 1 de enero de 2012, exactamente un año después del M9. Sea el primer teléfono inteligente para presentar Meizu Flyme OS, una versión profundamente personalizada de Android. Fue el primer teléfono de Meizu oficialmente lanzado fuera de China, siendo presentado en Hong Kong al mismo tiempo. Una versión de 4 núcleos del Meizu MX fue lanzado en junio de 2012.
En diciembre del 2012, el Meizu MX2 fue lanzado. Funciona bajo Flyme OS 2.0 basado en Android 4.1 Jelly Bean. El teléfono estuvo producido por Foxconn y salió a la venta en China, Rusia, Israel y Hong Kong.
El Meizu MX3 fue lanzado en octubre del 2013 y era el primer teléfono inteligente en tener 128GB de memoria interna. El 6 de marzo de 2014, Meizu mantuvo un lanzamiento de producto del Meizu MX3 en Francia, anunciando que saldría a la venta allí pronto. Meizu También se expandió a Italia y Europa Oriental en 2014.
Meizu anunció el Meizu MX4 el 2 de septiembre de 2014. Era el primer teléfono inteligente Meizu que presentaba un procesador MediaTek y soporte LTE. El Meizu MX4 es el primer Meizu que también ofrece Alibaba Yun OS aparte de Meizu Flyme OS. Más tarde el Meizu MX4 Pro fue anunciado, presentando un Samsung Exynos de 8 núcleos y una pantalla 2K+.
En diciembre de 2014, Meizu anunció los productos de m-series, con el primer producto que es el Meizu m1 note. El m-series de Meizu los dispositivos se centran en traer características potentes para un precio relativamente bajo. En enero de 2015, Meizu liberó el segundo producto en la serie de productos m-series: el Meizu m1.
En marzo del 2015, el Meizu MX4 Ubuntu Edition fue descubierto en MWC. Más tarde fue sacado en China y en la Unión Europea a través de un sistema de invitación. A partir del 20 de julio de 2015, el Meizu MX4 Ubuntu Edition puede ser adquirida en la Unión Europea sin invitación.
En el 2 del 2015, Meizu anunció el sucesor al Meizu m1 note, el Meizu m2 note. Presenta un botón de casa físico y un nuevo procesador de 8 núcleos MediaTek, entre otras características actualizadas. Después de que el Meizu m2 note, fue anunciado el Meizu m2. Presenta el mismo botón de casa físico, y un procesador de 4 núcleos MediaTek. Viene con Flyme OS 4.5 preinstalado.
Meizu lanzó el Meizu MX5 en el 30 de junio de 2015 durante un evento en Pekín. Durante aquel acontecimiento, Meizu también anunció su primer powerbank y cascos de realidad virtual.
Meizu anunció su mejor producto, el PRO 5 Android teléfono inteligente, en septiembre del 2015.

## Flyme OS
Flyme OS s un firmware desarrollado por Meizu para teléfonos inteligentes basado en el sistema operativo de Android. Algunas de sus características claves son rediseñar aplicaciones completamente, y optimizaciones en el rendimiento y usabilidad. La versión inicial, Flyme OS 1.0 basado en Android 4.0.3 se sacó para el Meizu MX en el 12 de junio de 2012 y más tarde para el Meizu M9. Fue alabado por críticos por su bonita y sencilla interfaz. Flyme OS 2.0 fue lanzado más tarde en 2012 junto con el Meizu MX2. Trae servicios de nube mejorada y soporte de root, entre otras mejoras. Flyme OS 3.0 fue sacado junto con el Meizu MX3 y más tarde para el Meizu MX2. Era uno de los primeros firmware de Android que integra un plano UI. Desde Flyme OS 3.0, Dirac HD Sonido está integrado en el plano UI, trayendo una experiencia de audio mejorada. El sucesor del Flyme OS 3.0, Flyme OS 4.0 fue lanzado en 2014, inicialmente para el Meizu MX4. Era el primer firmware Flyme OS para ser hecho disponible en dispositivos que no fueran Meizu. Finalmente, fue oficialmente lanzado para dispositivos de Samsung, Sony, LG y HTC. Los fanes también lo llevaron a otros dispositivos, incluyendo el OnePlus One. La versión actual de Flyme OS, Flyme OS 4.5, está basado en Android Lollipop y viene con el Meizu M2, Meizu m2 note y Meizu MX5. Fue también hecho disponible para el Meizu MX4, Meizu MX4 Pro y Meizu m1 note.

## Productos

### Meizu M8
El Meizu M8 fue el primer producto de teléfono inteligente de Meizu y fue oficialmente lanzado en el 18 de febrero de 2009. En su lanzamiento, había mucho tiempo de colas delante de las tiendas Meizu debido a una alta demanda imprevista. Funciona bajo el Mymobile el sistema operativo desarrollado por Meizu, basado encima Windows de Microsoft CE 6.0. El teléfono inteligente está controlado por una pantalla capacitive multi-touch característica poco común en teléfonos inteligentes en su tiempo. El Meizu M8 estuvo favorecido por críticos debido a su multimedia, internet y otras capacidades únicas, así como el precio atractivo. Una versión actualizada del Meizu M8, el Meizu M8SE, fue lanzada en el 2 de octubre de 2009. Fue interrumpido en 2010. El Meizu M8 es ahora considerado uno de los pioneros de los teléfonos inteligentes de hoy en día y Meizu como reputable fabricante de teléfono inteligente.

### Modelos actuales
El Meizu m1, lanzado en enero de 2015, igual que la mayoría de modelos de teléfono inteligente básico. Presenta una pantalla de 5 pulgadas y un MediaTek. El Meizu m1 fue reemplazado por su sucesor, el Meizu m2, el cual fue anunciado en el acontecimiento en Beijing encima del 29 de julio de 2015. Una variante más grande con características mejoradas, el Meizu m2 nota, fue anunciado el 2 de junio de 2015. Viene con una pantalla de 5.5 pulgadas con la resolución de 1800 pixeles, tiene un procesador octa-core MediaTek y una cámara de 13-megapixeles.
El Meizu MX5 fue anunciado el 30 de junio de 2015. El Meizu MX5 es el primer dispositivo para presentar un cuerpo de metal lleno y una pantalla AMOLED. Tiene un procesador MediaTek Helio X10, tiene una medida de pantalla de 5,5-pulgada y carreras en Flyme OS 4.5, tiene un sistema operativo Piruleta de Androide. Ha Habido rumores sobre un Pro variante del Meizu MX5, pero la información oficial ha sido liberada aproximadamente ahora.
Mientras los teléfonos inteligentes Meizu son normalmente corridos en Flyme OS, Meizu también ha liberado una variante del Meizu MX4 corriendo Ubuntu, llamó el Meizu MX4 Ubuntu Edición. A pesar de que el hardware es el mismo del Flyme edición del Meizu MX4, el sistema operativo es sustancialmente diferente. Meizu es la segunda compañía para tener lanzado un Ubuntu teléfono inteligente, sólo después de bq. El Meizu MX4 Ubuntu edición es actualmente disponible en la Unión Europea.
Meizu Lanzó el MX5 en el mercado indio el 26 de agosto de 2015. Archivado el 3 de mayo de 2016 en Wayback Machine.
- Meizu m2 (2015) Mid-teléfono inteligente de gama
- Meizu m2 nota (2015) Superior mid-smartphone de gama
- Meizu MX5 (2015) Flagship teléfono inteligente
- Meizu MX4 Ubuntu Edición (2015) Flagship teléfono inteligente

### Modelos de Meizu
Productos de Meizu:
- Meizu MX (2003) reproductor de MP3
- Meizu ME (2004) reproductor de MP3
- Meizu M6 miniPlayer (2006) reproductor MP4
- Meizu M3 Música Tarjeta (2007) reproductor MP4
- Meizu M8 (2007) Teléfono inteligente
- Meizu M9 (2011) Teléfono inteligente
- Meizu MX (2012) Teléfono inteligente
- Meizu MX2 (2012) Teléfono inteligente
- Meizu MX3 (2013) Teléfono inteligente
- Meizu MX4 (2014) Teléfono inteligente
- Meizu MX4 Pro (2014) Teléfono inteligente
- Meizu m1 note (2014) Teléfono inteligente
- Meizu m2 (2015) Teléfono inteligente
- Meizu m2 note (2015) Teléfono inteligente
- Meizu MX5 (2015) Teléfono inteligente
- Meizu PRO 5 (2015) Teléfono inteligente
- Meizu Metal (2015) Teléfono inteligente
- Meizu M3 Note (2016) Teléfono inteligente
- Meizu M3s Note (2016) Teléfono inteligente
- Meizu PRO6 (2016) Teléfono inteligente
- Meizu MX6 (2016) Teléfono inteligente
- Meizu M5 (2016) Teléfono inteligente
- Meizu M5 note (2016) Teléfono inteligente
- Meizu M5s (2016) Teléfono inteligente
- Meizu X (2016) Teléfono inteligente
- Meizu X8

Teléfono inteligente
- Meizu M6 (2017) Teléfono inteligente